# Онейрологія
Онейрологія (від дав.-гр. ὄναρ, ὄνειρος, грец. όνειρο — сон, мрія) — наука, що вивчає сновидіння. Сновидіння вважаються пов'язаними з REM-фазою сну (Rapid eye movement). Ця стадія виникає приблизно кожні 1,5-2 години сну і її тривалість поступово подовжується. Вона характеризується швидкими рухами очей, які ніби стежать за переміщеннями об'єктів, стимуляцією Варолієвого мосту, прискореним диханням і пульсом, тимчасовим паралічем тіла. Є дані, що REM є не єдиною фазою, у якій людина бачить сни — просто при пробудженні в цій фазі їх найпростіше запам'ятати.
Сучасні дослідження шукають кореляції між сновидінням і поточними знаннями про функції мозку, а також розуміння того, як мозок працює під час сновидіння, що стосується формування пам'яті та психічних розладів. Онейрологія відрізняється від тлумачення снів тим, що метою є кількісне вивчення процесу сновидінь, а не аналіз їх значення.